# Voki (jezioro)
Voki (est. Vokijärv) – jezioro w Estonii w prowincji Valgamaa, w gminie Otepää. Położone jest na południe od wsi Voki. Ma powierzchnię 16,9 ha, linię brzegową o długości 2599 m, długość 1010 m i szerokość 200 m. Należy do pojezierza Kooraste (est. Kooraste järved). Sąsiaduje z jeziorami  Vidrike, Nahajärv, Lambahanna. Przepływa przez nie rzeka Pühäjõgi.